# Казаки (скульптурная группа)
Скульптурная группа «Казаки» — монументальная композиция на северо-западной окраине Волгодонска. Украшает шлюз № 15 Волго-Донского судоходного канала. Возведена в 1953 году по проекту архитектора Леонида Михайловича Полякова и скульптора Георгия Ивановича Мотовилова. Постановлением Совета министров РСФСР № 1327 от 30 августа 1960 года монумент отнесён к памятникам государственного значения. Скульптурная группа «Казаки» является единственным объектом культурного наследия федерального значения в Волгодонске и Волгодонском районе. Скульптуры казаков символизируют подвиг гвардейцев Кубанского казачьего кавалерийского корпуса в годы Великой Отечественной войны и военную славу Донского казачества в целом.

## Описание
Скульптурная композиция состоит из двух башен-колонн, расположенных по обе стороны от последнего (№ 15) шлюза Волго-Донского судоходного канала. На них установлены статуи всадников. Пьедесталы выполнены в духе раннего классицизма, сверху украшены филенчатым поясом. Ширина у основания составляет 4,5 м. Надпись на мемориальной доске гласит: 
Здесь в августе 1942 года стояли насмерть, защищая ворота Кавказа, гвардейцы Кубанского казачьего корпуса, удивив мир своей стойкостью и величием духа.
Казаки в мундирах изображаются на вздыбленных лошадях. Один из казаков замахивается шашкой, другой держит её над головой. В связи с тем, что «Казаки» являются объектами культурного наследия федерального значения на близлежащей территории запрещено вести хозяйственную или какую-либо иную деятельность, способную оказать негативное воздействие на сохранность данного объекта, помимо этого, запрещено размещать любые информационные или рекламные стенды и вырубать растительность.

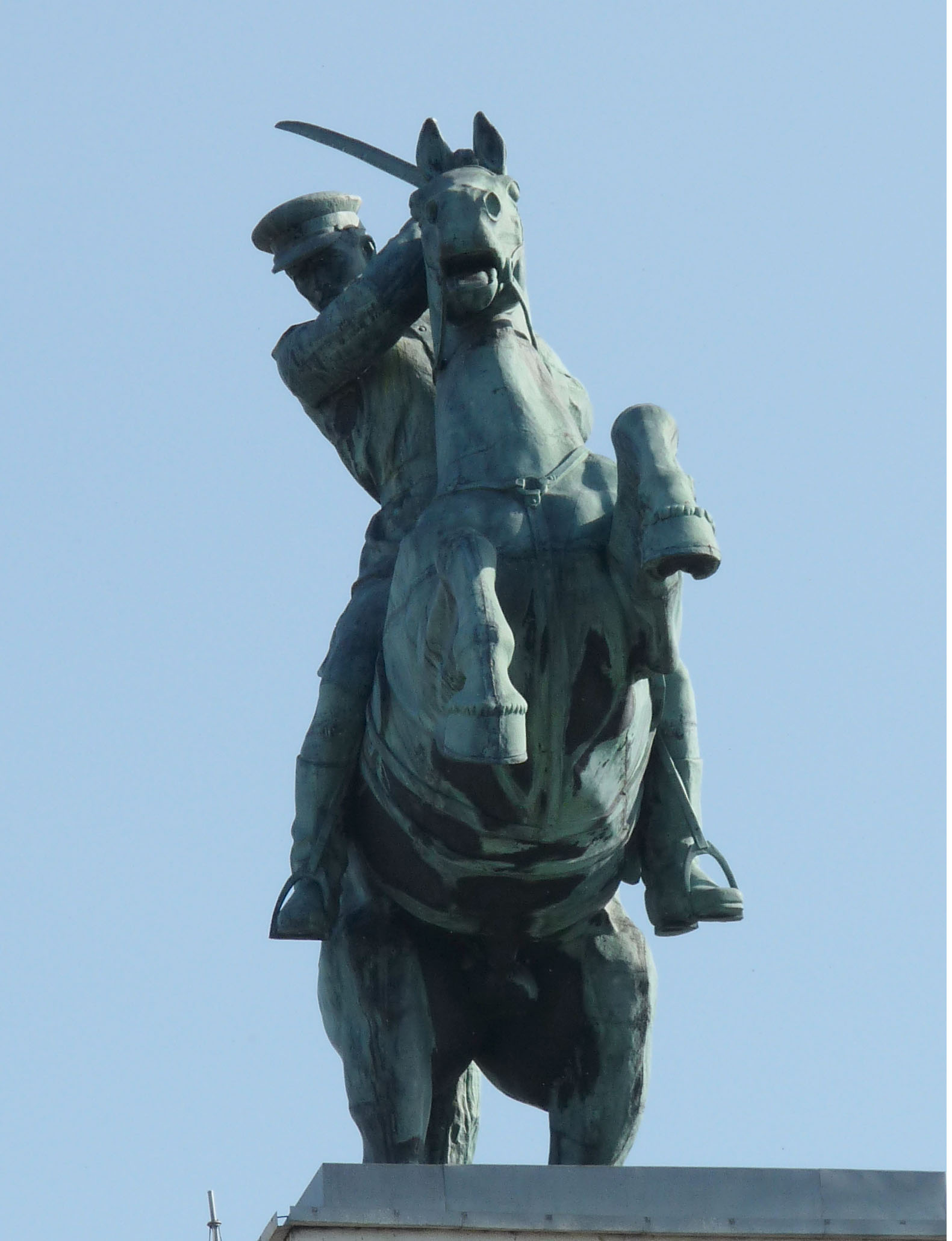
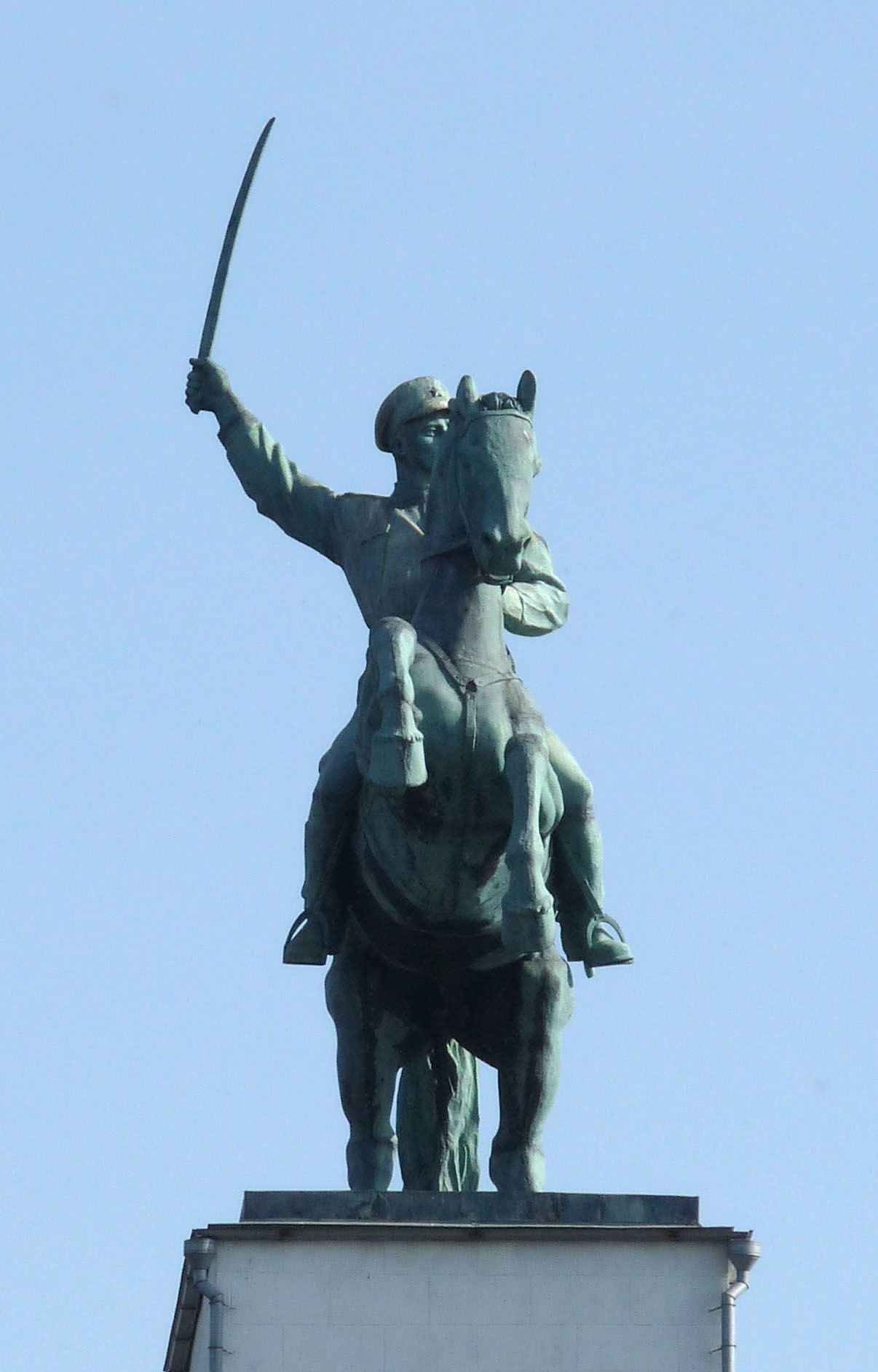
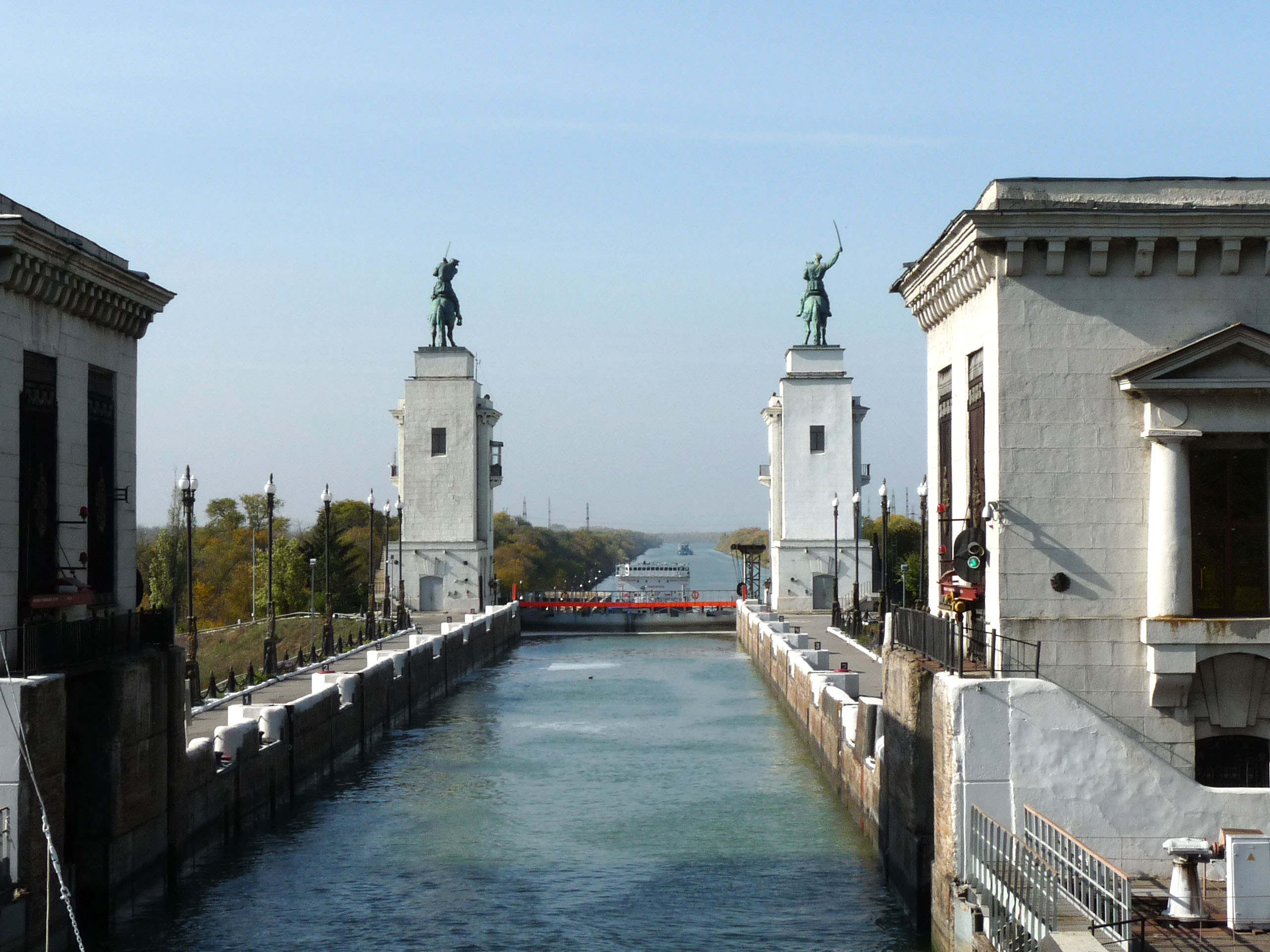
«Казаки» у шлюза № 15